# 黑奈韦西教堂

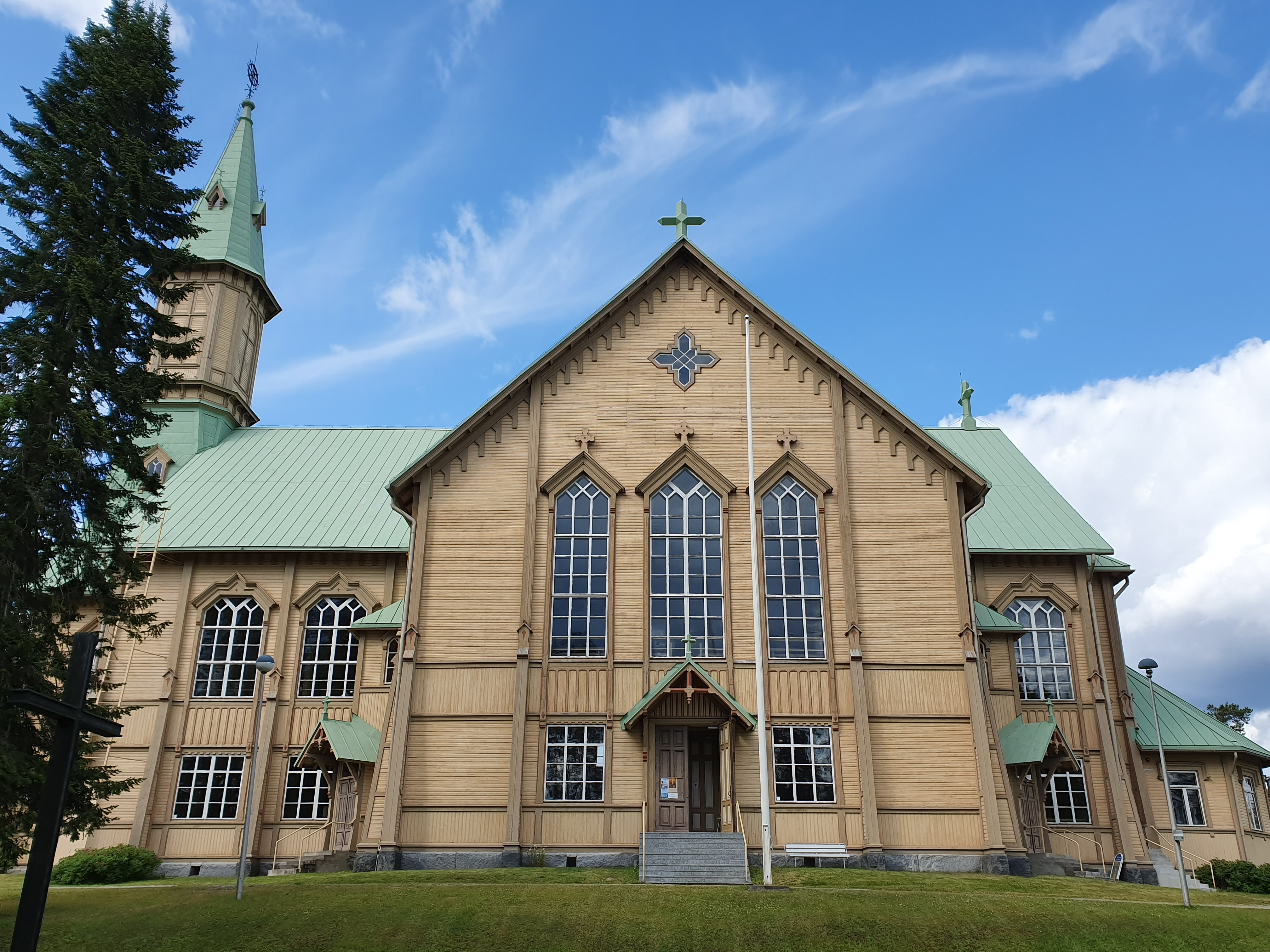
黑奈韦西教堂

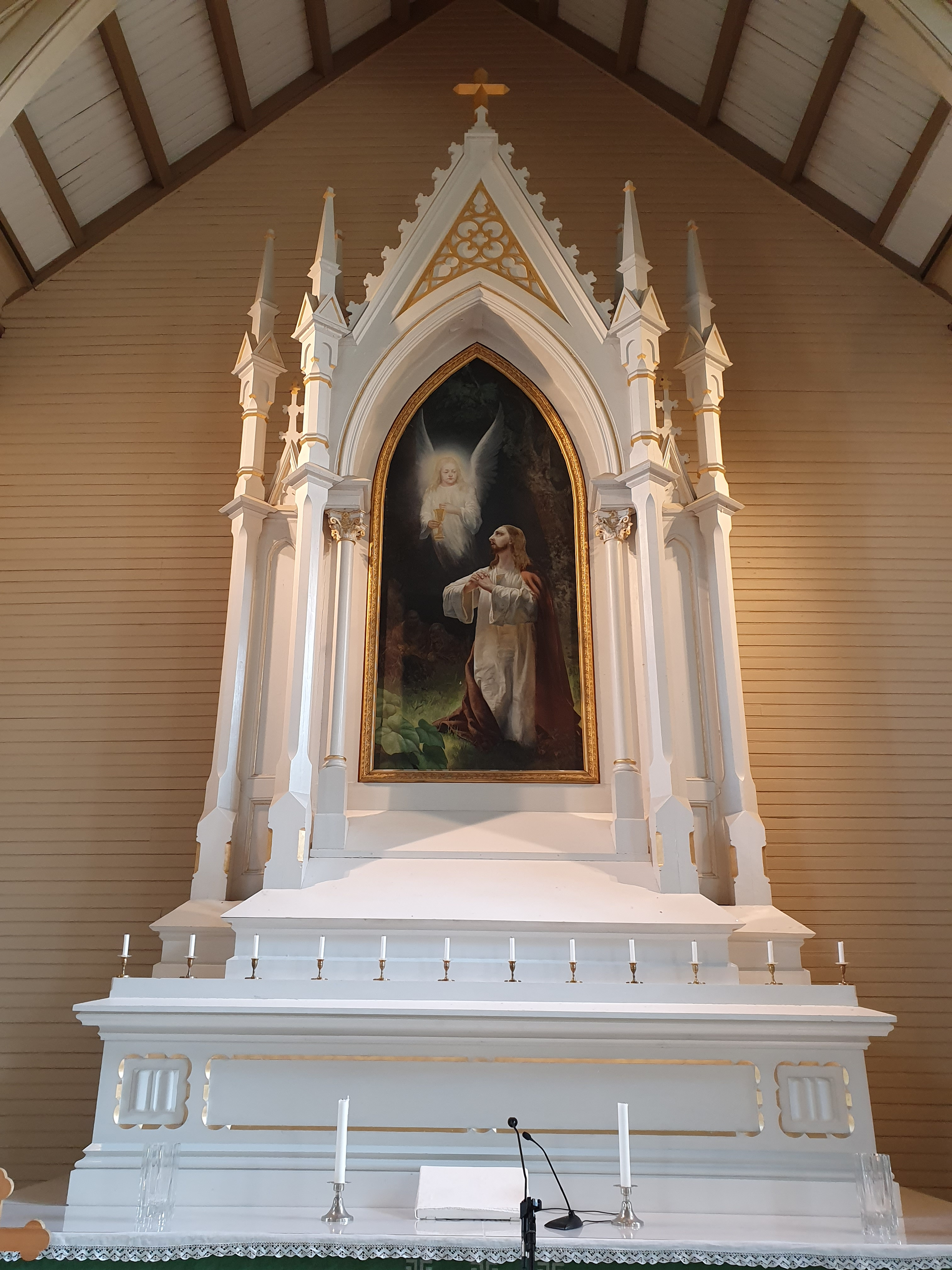
教堂内部的祭坛画

黑奈韦西教堂（芬蘭語：Heinäveden kirkko）是一座位于芬兰黑奈韦西市镇属于福音信义会的木造教堂。教堂由约瑟夫·斯滕贝克设计，并建于1890至1891年间。如同很多由斯滕贝克设计的教堂一样，该教堂的建筑风格为哥特复兴式。
教堂长40米、宽30米、高45米。教堂内可容纳1600人，为芬兰大型木造教堂之一。钟楼里安置了两个钟：较小的一个安置于1756年，较大的一个安置于1906年。祭坛壁画由约翰·科特曼创作于1893年。
黑奈韦西的第一个教堂是建于1748年的一个小礼拜堂。第二个教堂是一个大型木造礼拜堂，建于1840年，为卡尔·卢德维格·恩格尔设计。此教堂在1887年遭雷击而被烧毁。